# Ranunculus demissus
Ranunculus demissus DC. – gatunek rośliny z rodziny jaskrowatych (Ranunculaceae Juss.). Występuje endemicznie w południowej Hiszpanii w Górach Betyckich w paśmie górskim Sierra Nevada. 

## Morfologia
PokrójBylina dorastająca do 3–15 cm wysokości.
LiścieLiście odziomkowe są trójdzielne. Mają nerkowaty kształt. Są nagie. Osadzone są na ogonkach liściowych.
KwiatySą pojedyncze. Dorastają do 11–24 mm średnicy.

## Biologia i ekologia
Rośnie na obszarze górskim na terenach skalistych. Kwitnie wiosną i wczesnym latem. Preferuje stanowiska w pełnym nasłonecznieniu. Dobrze rośnie na wilgotnym, żyznym i dobrze przepuszczalnym podłożu. 